# Фрумушика (Кишинів)
Фрумушика (рум. Frumușica) — село в складі муніципію Кишинів в Молдові. Входить до складу сектора Ботаніка та до складу комуни, адміністративним центром якої є село Бечой.